# Rudolf Moser (Politiker)
Rudolf Moser  (* 6. Februar 1931 in Pöttsching; † 6. November 2017) war ein österreichischer Politiker (SPÖ). Moser war von 1964 bis 1987 Abgeordneter zum Burgenländischen Landtag.

## Leben
Moser wurde als Sohn des Bergarbeiters Julius Moser aus Pöttsching geboren und besuchte die Volksschule in Pöttsching sowie die Hauptschule in Wiener Neustadt. Danach war er beruflich als Bauhilfsarbeiter tätig.

### Werdegang
Moser arbeitete 1949 und 1950 als Angestellter der SPÖ im Bezirk Mattersburg. Im August 1950 wechselte er schließlich als Angestellter zum burgenländisches ÖGB-Landessekretariat in Eisenstadt.
Ab 1961 hatte Moser die Funktion des Obmanns und ab 1975 die des Direktors der Burgenländischen Gebietskrankenkasse inne. Zeitgleich war er 1975 Vorstandsmitglied der Arbeiterkammer Burgenland geworden.

### Politisches Engagement
Er trat 1945 der Sozialistischen Jugend bei und wurde 1947 Mitglied der Gewerkschaft der Bau- und Holzarbeiter. 1949 wurde er zudem Mitglied der SPÖ. In der Sozialistischen Jugend wirkte Moser von 1951 bis 1962 als Landesobmann, ab 1954 gehörte er zudem dem Landesparteivorstand der SPÖ Burgenland an. Er wirkte zudem zwischen 1956 und 1975 als Leiter des Landessekretariats des ÖGB und war ab 1959 Kammerrat der Arbeiterkammer.
Moser engagierte sich ab 1967 zudem als Gemeinderat und hatte von 1972 bis 1991 das Amt des Pöttschinger Bürgermeisters inne. Er war vom 26. Mai 1964 bis zum 30. Oktober 1987 Abgeordneter zum Burgenländischen Landtag und wurde 1990 zum Regierungsrat ernannt.

## Einzelnachweis
1. ↑  Ehemaliger SPÖ-Politiker Rudolf Moser gestorben. Österreichischer Rundfunk, 6. November 2017, abgerufen am 7. November 2017.